# دهه ۱۶۱۰ (میلادی)

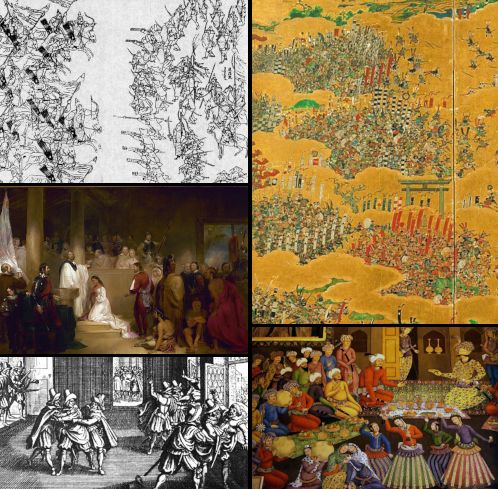

دهه ۱۶۱۰ (میلادی) صد و شصت و یکمین دهه تقویم میلادی است.

## درگذشتگان
‎